# Ballée
Ballée foi uma comuna francesa na região administrativa da Pays de la Loire, no departamento de Mayenne. Estendia-se por uma área de 14,19 km². Em 2010 a comuna tinha 969 habitantes (densidade: 68,3 hab./km²).
Em 1 de janeiro de 2017, passou a formar parte da nova comuna de Val-du-Maine.